# Megachile timorensis
Megachile timorensis là một loài Hymenoptera trong họ Megachilidae. Loài này được Friese mô tả khoa học năm 1918.